# 塞班岛
塞班岛（英語：Saipan），为美國自治邦北马里亚纳群岛面积最大的岛屿，也是邦內近九成人口所在地。该岛为珊瑚岛，沿西海岸有潟湖，山脉南北延伸。最高點塔波查山海拔479米。
北马里亚纳群岛自由邦的行政中心是塞班岛的卡皮托尔希尔，但由于整个塞班岛是一个单独的市，所以大部分出版物把塞班岛称作北马里亚纳群岛的首府。

## 地理
塞班島位于北緯15.25度，東經145.75度，即關島北方200公里處。塞班南方（與關島之間）還有北马里亚纳的羅塔島和天寧島兩個有人島嶼，但塞班北方十多個島人口寥寥無幾。
塞班島面积120平方公里，2000年人口普查數62,392人，其中一萬多為亞裔。塞班島本島長20公里，最寬處9公里，岛上多丘陵。島西岸是沙灘，外海有珊瑚礁，島東岸是岩岸，海拔474米，沿西海岸有潟湖。

## 歷史
塞班島在16世紀到19世紀被西班牙統治，馬里亞納群島的原住民查莫羅人曾被西班牙殖民者強遷關島。到後來查莫羅人獲准重新從關島北遷時，塞班早已有加羅林群島人定居，所以加羅林語現今在北馬里亞納群島與查莫羅語和英語並列官方語言。
1899年美西戰爭後西班牙戰敗，美國從西班牙佔領並買下關島，但對密克羅尼西亞地區其他島嶼沒有興趣。西班牙從東亞撤走前把塞班等島嶼賣給德國。但第一次世界大戰後德國戰敗，日本接收全部德屬島嶼，並獲國際聯盟授權託管，隸屬於南洋廳。當時，在日本國內把塞班島稱為「彩帆島」。塞班島之建設始於日本託管時期，主要發展糖業與漁業。作為日本內地至南洋群島的玄關而開始繁盛發展。自1930年代起，太平洋局勢緊張，日本在此構築重型工事以資防守，1941年此處部署日軍達3萬人，成為12月8日（珍珠港事件同日）襲擊美屬關島的主力。
1944年6月15日美軍從島南端登陸，與日軍血戰三週，最後擊潰了日軍，史稱「塞班島戰役」（Battle of Saipan）。好萊塢曾以《獵風行動》（Windtalkers）一片將此役搬上螢幕。
1947年，聯合國授權成立太平洋群島託管地，由美國管治，並以塞班為首府。1962年，託管地中的馬里亞納區居民公投，通過與關島合併的提案，但關島查莫羅人仍痛恨塞班查莫羅人戰時協助日本統治者的行為，提案在關島被否決。1970年代初期，美國和聯合國接受馬里亞納區居民的要求，脫離託管地其他地區獨自與美國談判。1975年，雙方簽訂「盟約」（covenant）。1978年1月，「北馬里亞納群島邦」成立，成立自治政府，1986年11月正式成為美國領土，原住民和以後邦內出生者均獲美國公民身分。

## 社會與經濟
由於「盟約」規定北马里亚纳擁有海關、出入境管理和最低工資的自治權，輸美產品也可免關稅和標籤「美國製造」，成衣製造業1980年代在塞班迅速發展，全盛時期（2000年前後）僱用外國勞工（以中國大陸女子為主力）一萬多人。其他行業也非常依賴外籍勞動力，例如菲律賓籍家傭和南亞裔保安員等。
塞班島另一項經濟主力是旅遊業。跟關島一樣，塞班島在1970年代開始發展旅遊業。塞班因為與日本距離近，加上有歷史關係，客源以日本為主（包括戰死的日本軍人遺族，或者原居此地平民的親友定期祭拜追思），高峰時間每年達數十萬人。
因制衣业衰退及旅客数量减少，塞班岛的经济多年来一直萎靡不振，当地政府于是在2014年解除赌博禁令。隨後，當地開始有购物中心内设赌场。2015年，塞班島在开设赌场后吸引大量中国热钱涌入；同時，博彩公司把目光投向其他太平洋岛屿計畫打造更多度假村。
2009年，当地政府对中国和俄罗斯游客出台了免签入境45天的政策，这使得塞班岛所属的北马里亚纳群岛成为唯一一处中国公民能够免签进入的美国领土，这吸引了大量中国孕妇来此生产以让孩子获得美国国籍。据北马里亚纳群岛政府统计，中国孕妇在此产下的美国婴儿的数量急剧攀升——从2009年的8个上升到2016年的472个。2016年，在塞班岛上分娩的中国籍孕妇数量首次超过了美国孕妇。
塞班島的農業方面，雖不及旅遊業和外勞的經濟實力，但在區內相對算較發達，盛产椰子、甘蔗、水稻、香蕉、木薯等。

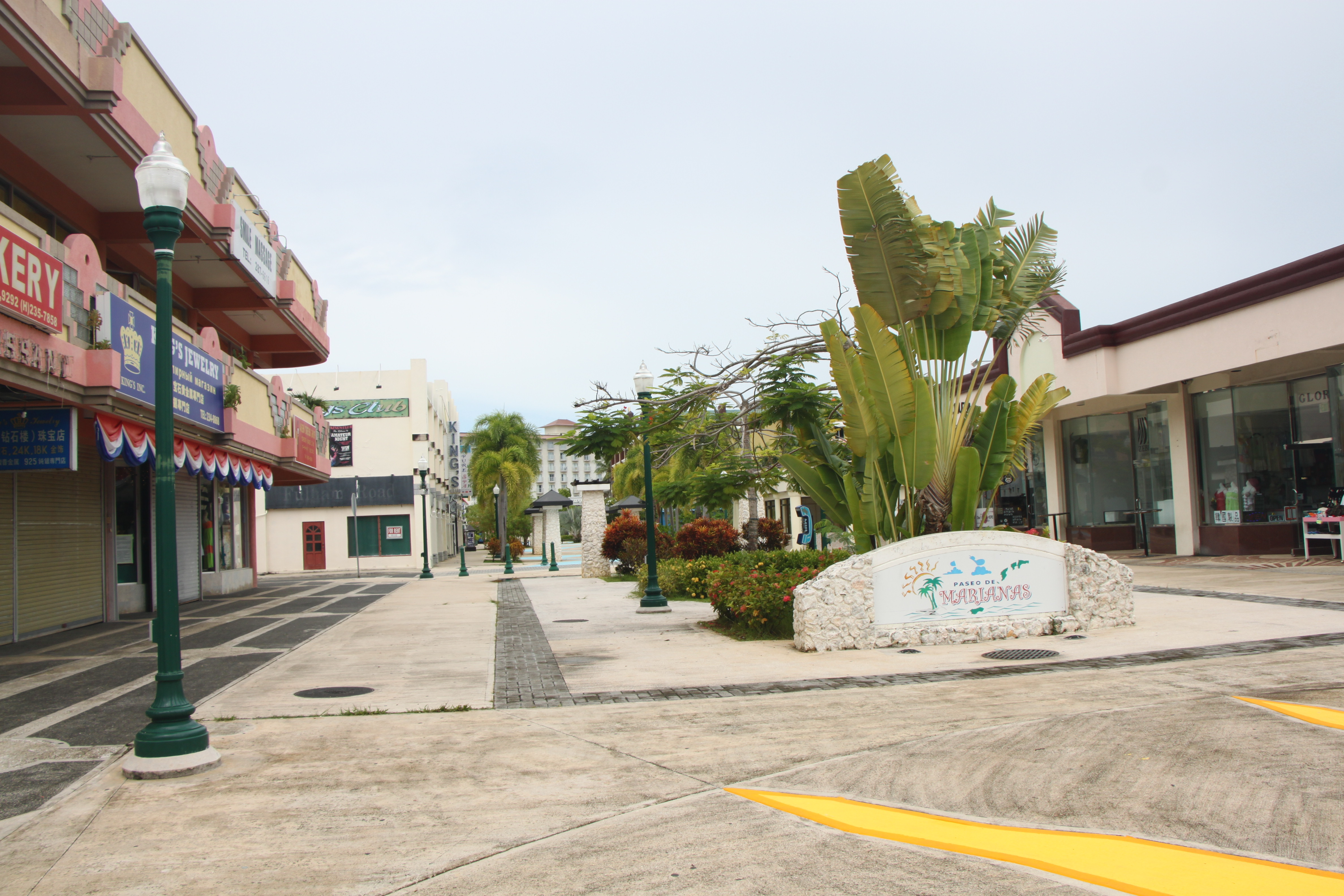
马里亚纳步行街

## 近年發展

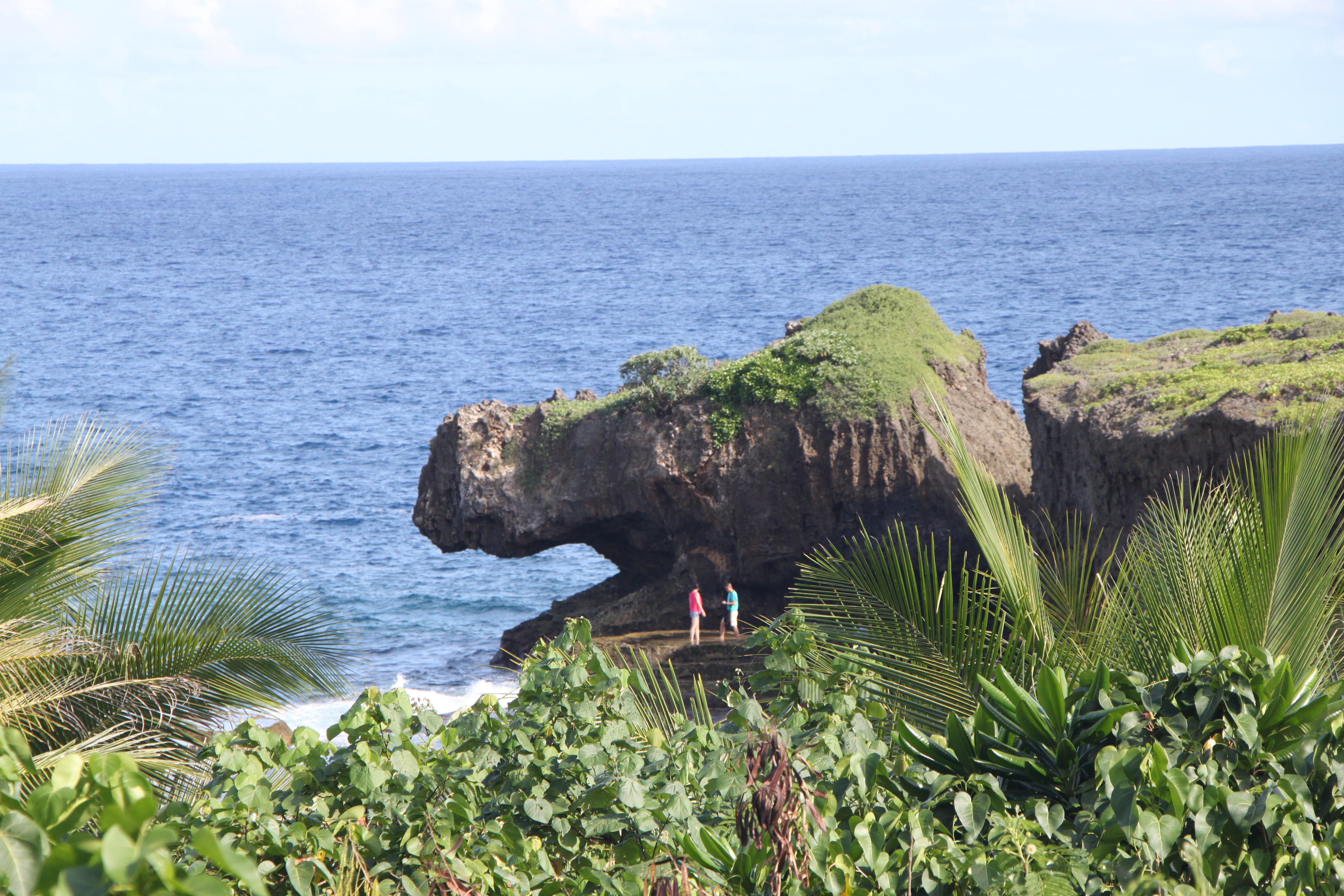
鳄鱼头海滩

隨著日本經濟衰退，塞班旅遊業也受打擊，尤其是在2005年日本航空撤出塞班國際機場之後。業界近年開始發展台灣、韓國、中國大陸甚至俄羅斯（遠東地區的）客源，但仍未能彌補日本客減少的損失。
製衣業方面，2005年起世界貿易組織關稅制度改變，令塞班競爭力逐漸降低，製衣廠紛紛遷往他國或倒閉，至2007年中只剩全盛時期一半。2007年美國民主黨得勢掌控國會後，成功立法提高最低工資，2007年中起從原來的每小時3.05美元每年提升0.50美元（直至達到美國其他地區水平）。到了2009年2月，塞班原有的30多家製衣廠已全面結業。
2008年，美國國會通過俗稱「聯邦化」（federalization）的法律，定於2009年6月1日全面接管北馬里亞納群島的出入境管理權。島內原有外籍勞工將按合約期逐漸改為由美國政府核發簽證，外勞數量將逐漸減少。另外，「聯邦化」也將統一關島和北馬里亞納的免簽證旅遊國家名單。
據美國國土安全部2009年1月公佈，中國大陸和俄羅斯暫未能列入免簽名單上。3月，美國國土安全部宣佈北馬里亞納出入境管理接管日期將延遲至11月28日。到10月，再宣佈臨時措施，在接管後以「放行」（parole）名義容許特定航班的中、俄遊客進入北馬里亞納短期旅遊，無需先申請美國簽證。

### 中國大陸熱錢湧入
塞班島距離中國大陸約四小時飛機航程。2015年前後，該島開始有許多來自中國大陸的賭客，其業績“據稱”已超越澳門地區最大賭場。近年，當地市街中文招牌開始林立，並有華人超市、餐廳和KTV招待所陸續出現。
但是，當地政府預算不到賭場年收入的六分之一，博弈產業的進駐也改變了當地的文化與景觀。

## 交通

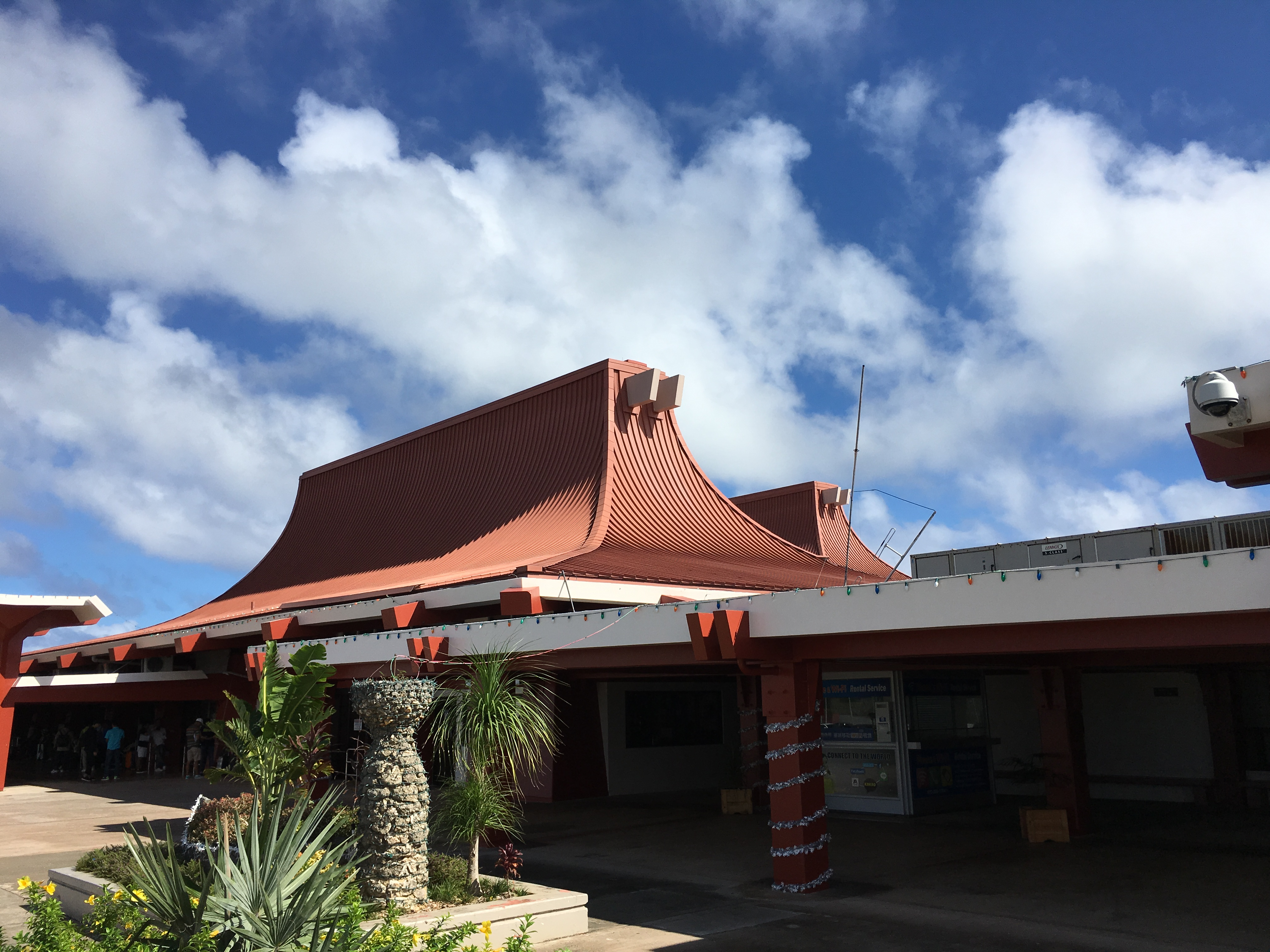
塞班國際機場

塞班國際機場為塞班島門戶，提供前往香港、首爾、東京等地的航班。总部位于天寧岛的 星馬里亞納航空則提供飞往北马里亚纳群岛的各个岛屿和关岛之间的短途航班。此前，人們亦可乘坐渡輪往返天寧岛，惟在2010年以维护原因停運後，至今从未恢复运营。

## 电信通讯
北馬里亞納群島電話區號屬北美國號+1，區號670。

### 广播电台发射站

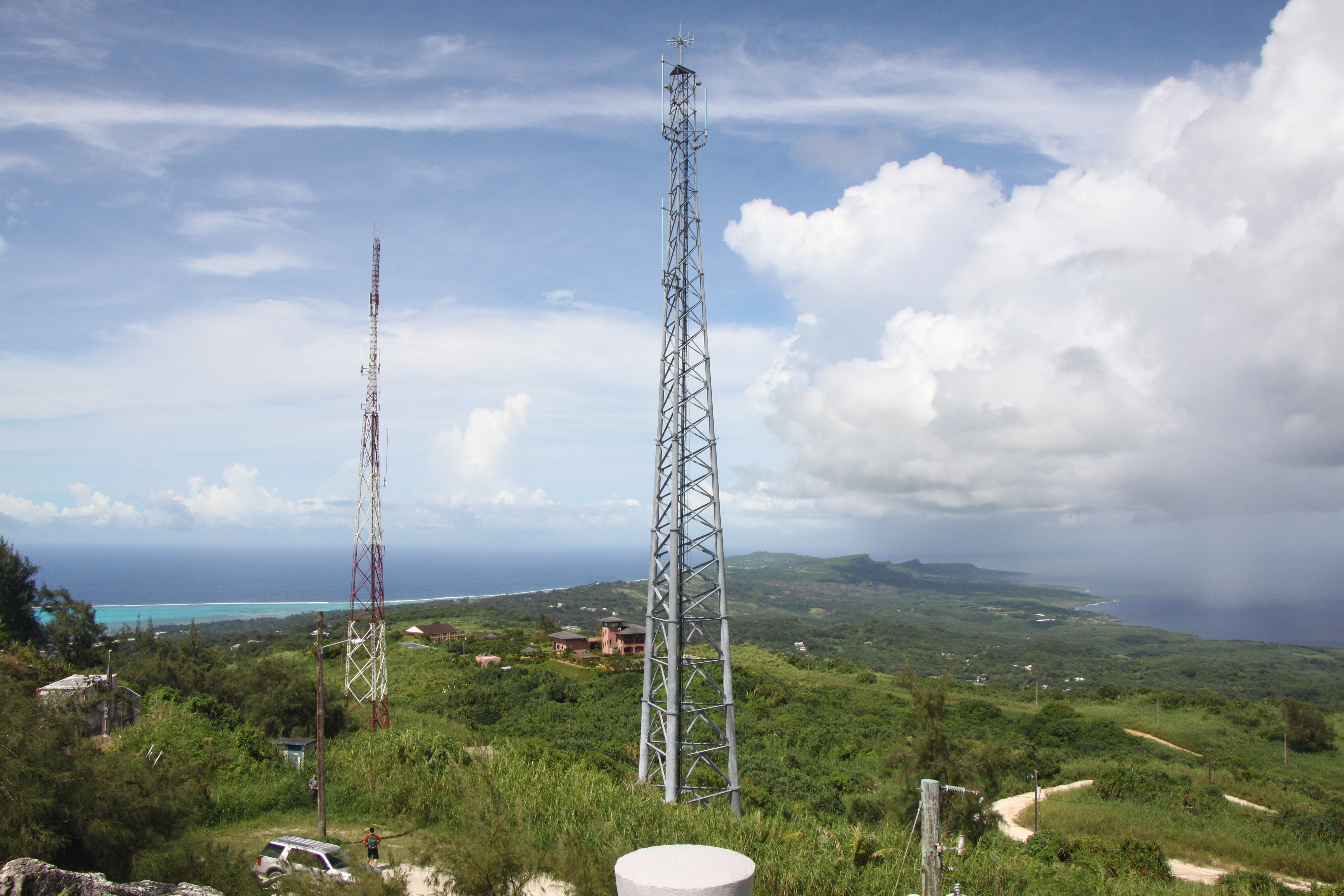
塞班岛塔波查山上的短波发射站

塞班岛有一个短波发射台，原为Super Rock KYOI电台（该台主要以播送电子音乐为主）、《基督教科学箴言报》创办的箴言国际广播电台对亚洲播出的短波发射台之一（另一个在天宁岛）。这两家电台在停播后，被广播理事会用于向中国、北韓、越南、缅甸、老挝、柬埔寨等国转播自由亚洲电台的节目，加拿大国际广播电台后来也租用该发射台，向中国广播普通话节目。目前该发射台单机发射功率达到250千瓦，如果沒有干扰的话，广播节目可以在上述国家清晰收听到。